# Sandbar Fight

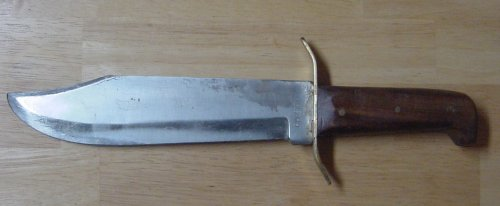
A faca Bowie.

Sandbar Fight foi como ficou conhecido um famoso duelo ocorrido em 19 de setembro de 1827 na Praia de Vidália (Rio Mississípi), perto da cidade de Natchez, Luisiana, Estados Unidos. Na parte final do duelo, Jim Bowie apresentou a sua faca, que mais tarde ficou conhecida como a faca Bowie. Bowie foi o vencedor, porém foi gravemente ferido.